# Edith Layard Stephens
Edith Layard Stephens   (Ciutat del Cap, 6 de desembre de 1884 - Ciutat del Cap, 2 de març de 1966) va ser una botànica sud-africana, una autoritat en algues i fongs comestibles o verinosos.

## Biografia
Stephens nasqué l'any 1884 a Ciutat del Cap. El 1901, es matriculà a la Rustenburg School for Girls de Rondebosch (Ciutat del Cap). el 1907, passà a la Cambridge University.
El 1908, Stephens publicà A preliminary note on the embryo-sac and embryo of certain Penaeaceae als Annals of Botany, basant-se en la seva recerca iniciada a South African College. En aquella època la Cambridge University no donava graus a les dones però va ser elegida fellow de la Linnean Society of London. El 1911, Stephhens tornà a Sud-àfrica. Contribuí a les Penaeaceae.

## Obres
- Notes on the Aquatic Flora of South Africa, Cape Town : University of Cape Town, 1924.
- The Botanical Features of the South Western Cape Province Cape Town : Specialty Press of S.A. Ltd., 1929. (With Robert Harold Compton; Robert Stephen Adamson; Paul Andries van der Byl and Margaret R Levyns, Mrs.)
- Some South African Edible Fungi, Longmans, Green and Co., Cape Town, 1953
- Some South African Poisonous and Inedible Fungi, Longmans, Green and Co., Cape Town, 1953